# Santa Ynez Valley
Santa Ynez Valley er en dal i Santa Barbara County, Californien, mellem Santa Ynez-bjergene mod syd og San Rafael-bjergene mod nord. Santa Ynez-floden løber gennem dalen fra øst til vest.
Dalen har en befolkning på omkring 20.000 indbyggere. I dalen er der flere mindre byer: Solvang, Los Olivos, Santa Ynez, Buellton, og Ballard.